# Ngật Giải
Ngật Giải (mất 356, trị vì 310–356), là quốc vương thứ 16 của Tân La, một trong Tam Quốc Triều Tiên. Ông là thành viên của gia tộc Tích (Seok). Ni sư kim (isageum) là một tước hiệu lãnh đạo vào thời kỳ đầu Tân La. Theo Tam quốc sử ký (Samguk Sagi), ông là con trai của tướng quân Tích Vu Lão (Seok Ulo), người là vương tử của Nại Giải ni sư kim, mẫu thân của ông là Mệnh Nguyên (Myeongwon) phu nhân, con gái của Trợ Bôn ni sư kim. Mặc dù lịch sử không rõ về thời điểm sinh của ông song có lẽ ông còn trẻ tuổi khi lên ngôi. Tam quốc sử ký cũng thuật rằng Tân La đã có một liên minh thông qua hôn nhân với Nụy Quốc Nhật Bản, ký kết vào năm 313 song đã đổ vỡ năm 346. Năm 347, có một cuộc xâm lược lớn và lực lượng Nhật Bản đã bao vây kinh đô Gyeongju (Khánh Châu).